# Hamadera aurea
Hamadera aurea är en fjärilsart som beskrevs av August Busck 1914. Hamadera aurea ingår i släktet Hamadera och familjen plattmalar. Inga underarter finns listade i Catalogue of Life.